# 宮本甚兵衛
宮本 甚兵衛（みやもと じんべい、1848年（嘉永元年8月） - 1932年（昭和7年）1月9日）は、明治から昭和時代初期の政治家。貴族院多額納税者議員。旧姓・小野。

## 経歴
小野七郎の長男として弘前城下桶屋町（弘前桶屋町を経て現弘前市桶屋町）に生まれ、のち先代宮本甚兵衛の養嗣子となる。幼少期は下学校に通い、13歳から17歳までは弘前東長町の丸金、荒関小間物店で見習奉公する。17歳の時独立し、弘前土手町に小間物店を開業。東京から品物を仕入れ、数年のうちに業績を大きく伸ばした。弘前市が発足すると第1回市会議員選挙に当選。ほか、中津軽郡町村連合会議員、弘前市参事会員、同市第4区会議員、同市所得税調査委員などを歴任した。
1902年（明治35年）には貴族院議員の職を松木彦右衛門より譲られ、同年9月25日から1904年（明治37年）9月28日まで在任した。

## 栄典
- 勲四等旭日小綬章